# 74 Is the New 24
74 Is the New 24 è un singolo del musicista italiano Giorgio Moroder, il primo estratto dal quattordicesimo album in studio Déjà vu e pubblicato il 17 novembre 2014.

## Descrizione
Settima traccia di Déjà vu, il brano è stato presentato da Moroder in concomitanza con l'annuncio del suo primo album in studio dopo trent'anni. Riguardo al brano, lo stesso compositore italiano ha spiegato:

## Tracce
Download digitale
1. 74 Is the New 24 – 4:01
2. Giorgio's Theme – 7:39